# Осоїд євразійський
{{#ifeq:0|0|{{#if:|{{#if:Pernisapivorus|[[]}}|}}}}
Осоїд євразійський (Pernis apivorus) — вид хижих птахів родини яструбових. Птах середніх розмірів, розмах крил близько 1,2 м. Гніздиться по всій території Європи та західної Азії, на зиму мігрує до тропічної Африки. В Україні гніздовий перелітний птах. Вид перебуває під охороною Бернської конвенції та ряду інших природоохоронних документів.

## Етимологія
Свою назву осоїд отримав через те, що часто руйнує гнізда ос і поїдає їхніх личинок.

## Зовнішній вигляд
Осоїд — хижий птах середніх розмірів, з маленькою і вузькою головою. Надбрівні дуги не виражені. Дзьоб невеликий, довкола нього шкіру покривають жорсткі заокруглені пір'їни. Очі яскраво-жовті. Забарвлення нижньої сторони тіла суттєво варіює — від дуже світлого, майже білого, з рідкими довгастими чорно-бурими плямами до бурого з поперечними білими смужками (у деяких особин перехідного забарвлення наявність бурих і білих тонів зрівноважена і їхній низ забарвлений у вигляді почергових бурих і білих смуг, причому бурі смуги на грудях утворюють основний фон). Забарвлення спини і крил варіюють від світло-бурого до однотонного темно-бурого, причому у птахів зі світлим забарвленням низу, як правило, світлі плями присутні і на забарвленні верху крил, а на верхній частині хвоста помітні смуги. У темнозабарвлених птахів голова однотонна зі спиною або злегка блакитного забарвлення, особливо в області передньої частини, у світло забарвлених птахів — світла з темними полями довкола очей і на потилиці, іноді повністю білувата. Хвіст відносно довгий і широкий. Видоспецифічне забарвлення хвоста: три чітких темних смуги, одна широка на вершині рульових і дві більш вузькі ближче до основи хвоста, причому при виді зверху видно всі три смуги, а коли птаха в польоті при виді знизу третя смуга іноді частково прихована нижніми закриваючими хвоста. На крилі знизу крупні темні плями в більшості птахів утворюють декілька смуг вздовж крила.
Самці від самок практично не відрізняються, хоча звичайно самці зверху більш сірого забарвлення.
Маса 0,5—1,0 кг, довжина — 52—60 см, крило самців — 38,6—43,5 см, самок — 39,8—44,7 см, розмах — 135–150 см.
Молоді осоїди за загальним забарвленням оперення дещо темніші, ніж дорослі, зі світлою головою. Часто на спині мають світлі плями. Темна смуга скраю крила ширша, ніж у дорослих птахів і менш чітка, смугастість низу тіла, як правило, більш виражена.
Пуховики в першому вбранні шовковисті, білі, часто з жовтуватим переливом спинної частини, в другому вбранні сіруваті.
У польоті, голова осоїда витягнута, крила трішки звужені на кінцях, розташовані в горизонтальній площині. Часто крила трішки зігнуті в плечах, але при цьому їхній протилежний край прямий. В загальному, силует досить видоспецифічний і по своїй будові займає проміжне положення між канюками і яструбами.
Характерний шлюбний політ самця — він складається з крутих підйомів і пікірувань з криками, причому перед пікіруванням птаха мов би зависає на декілька секунд швидко тріпочучи крилами над спиною.
Голос — голосний протяжний свист, який повторюється з перервами 40—80 с.

### Визначення в природі
Від звичайних канюків у польоті відрізняється смугастістю, а також більш витягнутою головою, формою крил і їх посадкою (тримає їх прямо в горизонтальній площині, а не V-подібно), від східного осоїда (Pernis ptilorhynchus) — темною плямою на згині нижньої частини крила, відсутністю темної підковоподібної плями на горлі, в ряді випадків, кількістю смуг на хвості, від змієїда темної морфи — меншими розмірами, світлою головою, темними плямами на згинах крила і розташуванням смуг на хвості (у змієїда три смуги на хвості розташовані на однаковій відстані одна від одної), від змієїда світлої морфи — окрім меншого розміру, більш контрастним забарвленням з наявністю смуг і темних плям на згині крила.

## Місця існування
Осоїд — дендрофіл, який заселяє виключно лісову зону. В лісостепу гніздиться тільки в достатньо великих острівних або заплавних лісах. На північ проникає до північної тайги, де є дуже рідкісним.
Для гніздування надає перевагу хвойним породам або більш густим лісам, якщо вони листяні з мозаїкою невеликих відкритих галявин.
В мішаних лісах з наявністю ялин, старається гніздитися на ділянках, багатих на ялини, а при відсутності останніх тяжіє до соснових ділянок. Чистих березових або осикових лісів уникає.

## Гніздування

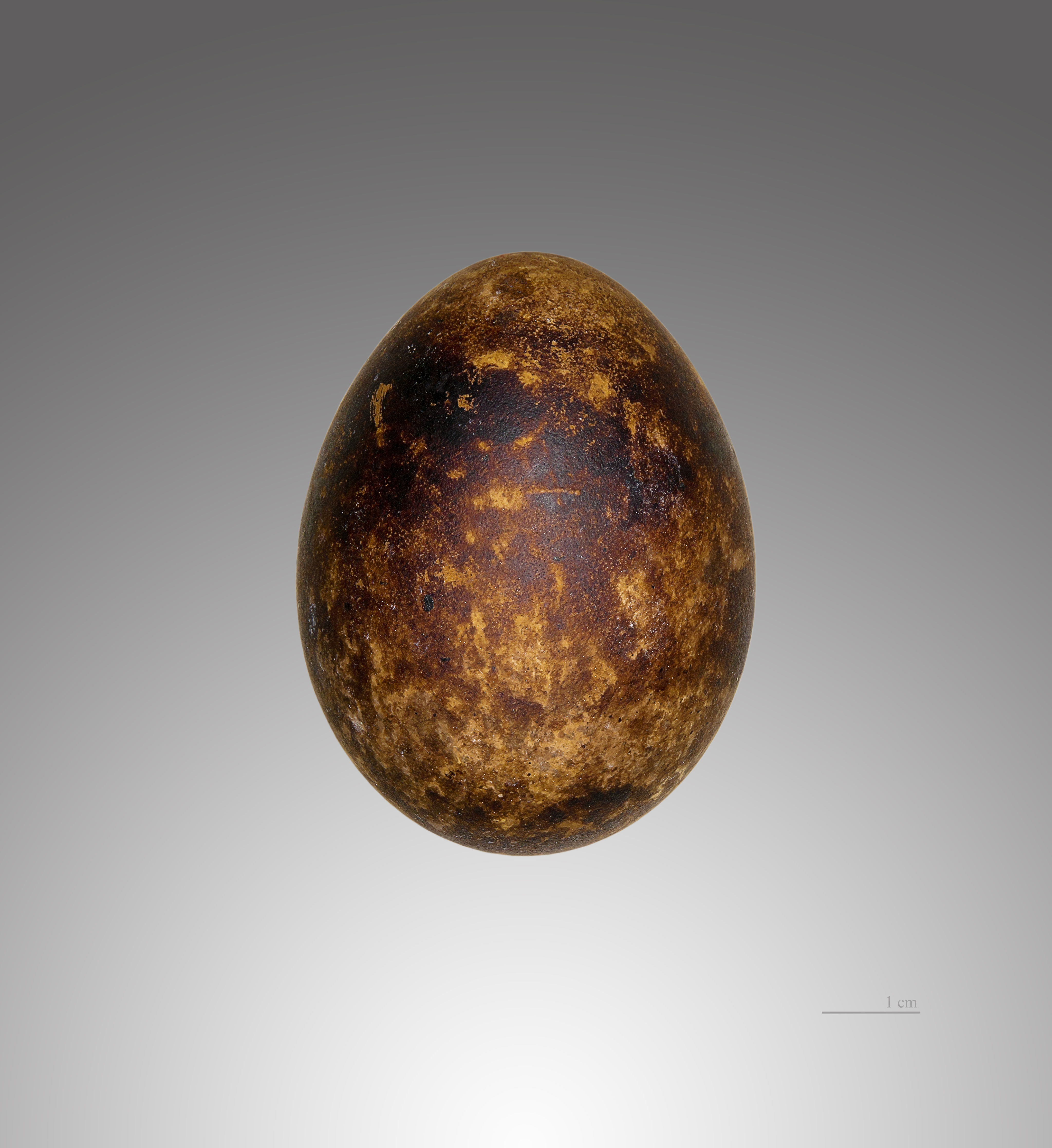
Яйце осоїда

Гнізда влаштовує на деревах в середині чи верхній частині крони. При можливості старається побудувати гніздо подалі від стовбура на 1—2 м, на потужних бокових гілках — так, щоб гніздо було добре закрите звисаючими зверху і збоку гілками. У південних районах ареалу дуже часто займає гнізда інших хижих птахів — канюка і великого яструба.
Гнізда робить з достатньо тонких гілок. Лоток вистилає свіжим листям. По краях гнізда завжди викладаються свіжими гілочками.
На відміну від канюка і великого яструба терміни розмноження осоїда пізніші на місяць. 
У кладці 2 яйця. Забарвлення яєць руде або світло-коричневе з інтенсивними, яскравими темно-коричневими плямами різної інтенсивності, які іноді майже повністю закривають основний фон.
Відстань між гніздами різних пар в щільних угрупуваннях становить 0,5-3 км, в середньому 1,5 км, в менш насичених — 3-10 км, в середньому 5 км. Осоїд — достатньо звичайний вид лісової зони, але через свою скритність його практично завжди недораховують.

## Живлення
Осоїд — ентомофаг, який живиться личинками земляних ос і джмелів. Основний спосіб полювання — вистежування трас польоту ос до місця, де сховане їхнє гніздо. Іноді батьки приносять в гніздо жаб. Інша здобич — жуки, пташенята і поршки дрібних птахів, мишоподібні гризуни, ящірки тощо в раціоні осоїда трапляються випадково.

## Охорона
Стан більшості природних популяцій виду в межах ареалу залишається більш-менш стабільним. Саме тому він, згідно Червоного списку МСОП, отримав охоронний статус «відносно благополучний вид». Але в окремих регіонах спостерігається тенденція до зниження чисельності популяції виду, що потребує запровадження охоронних заходів. Тому, осоїд євразійський занесений до Додатку II Бернської конвенції (охоронна категорія: вид підлягає особливій охороні) та Резолюції 6 (види, що потребують спеціальних заходів збереження їхніх оселищ) цієї ж конвенції. Крім того, вид охороняється Боннською конвенцією (В залежності від регіону: Додаток І. Види, що знаходяться під загрозою зникнення. Додаток II. Види, стан яких є несприятливим), а також Вашингтонською конвенцією (CITES) (Додаток II. Види, що можуть опинитися під загрозою зникнення у разі відсутності суворого регулювання торгівлі зразками таких видів) та Директивою Європейського Союзу 2009/147/ЄС «Про захист диких птахів» (Додаток І. Види і підвиди, що знаходяться під загрозою вимирання, які є вразливими, рідкісними або специфічними з екологічної точки зору). На регіональному рівні в Україні осоїд євразійський занесений до Червоних книг/списків тварин Закарпатської, Луганської, Полтавської, Сумської та Харківської областей.